# 古德鎮區 (伊利諾伊州富蘭克林縣)
古德鎮區（英語：Goode Township）是位於美國伊利諾伊州富蘭克林縣的一個行政鎮區。

## 地方資料
根據2010年美國人口普查的數據，古德鎮區的面積為73.10平方千米，當中陸地面積為72.30平方千米，而水域面積為0.80平方千米。當地共有人口2653人，而人口密度為每平方千米36.29人。